# Cremastus brevigenalis
Cremastus brevigenalis là một loài tò vò trong họ Ichneumonidae.